# 葡文書局
葡文書局（葡萄牙語：Livraria Portuguesa），是澳門葡文出版物的專賣場所之一，於1985年開設；書局原屬澳葡政府澳門文化司署管轄，1990年起交由東方葡萄牙學會管理至今。
書局位於澳門板樟堂街18-22號，佔3層樓面。地庫為畫廊，為東方葡萄牙學會舉辦展覽和推廣葡萄牙文化活動的場地。地下和二樓出售政府出版刊物、各種葡文書籍、字典、報紙及雜誌，另有少量關於澳門的中文和英文書籍、澳門紀念品和從葡萄牙進口的音像產品出售。
該店地面以葡式碎石鋪設，為其一個特色。

## 外部連結
- 葡文書局的Facebook專頁